# 가은초등학교
가은초등학교는 대한민국 경상북도 문경시 가은읍 왕능리에 있는 공립 초등학교이다.

## 학교 연혁
- 1930년 9월 25일 가은공립보통학교(4년제 4학급) 개교설립인가 8월 25일
- 1938년 4월 1일 가은공립심상소학교로 개칭
- 1941년 4월 1일 가은공립국민학교로 개칭
- 1942년 4월 1일 6년제 6학급 편성
- 1979년 3월 22일 병설유치원 개원(경상북도 최초의 병설유치원)
- 1996년 3월 1일 가은초등학교로 개명
- 2009년 4월 9일 영어체험교실 개관
- 2009년 12월 30일 다목적 강당(양산관) 준공
- 2011년 2월 11일 돌봄교실 설치
- 2011년 7월 8일 위(wee)클래스 설치
- 2016년 9월 1일 제33대 전규순 교장 부임
- 2018년 2월 9일 제85회 졸업식 20명 졸업(촐 졸업생 12,959명)
- 2018년 3월 1일 초등 8학급(본교6, 분교2), 특수학급(분교) 1학급, 유치원 1학급 편성
- 2025년 3월 1일 가은초등학교 희양분교 통합

## 학교 상징
- 교화 - 목련
  - 꽃샘추위를 꿋꿋이 이겨내고 우아하고 품위있는 모습의 꽃을 피워내는 나무로 꽃이 지면 잎도 아름답다.
  - 조용하고 순박한 여학생을 상징한다.
  - 목련의 꽃말 : 자연애의 사랑, 숭고한 정신, 우애
- 교목 - 은행나무
  - 하늘을 찌를 듯이 쭉쭉 뻗은 나뭇가지가 씩씩하고 용맹스러움을 상징한다.
  - 잎 색깔의 변화는 계절을 알려주며 사철 아름다운 나무이다.
  - 남학생을 상징하는 나무이다.

## 참고 자료
- 가은초등학교 - 한국교육학술정보원 학교알리미